# L (album Grzegorza Turnaua)
L – album wydany 13 października 2017 nakładem Wydawnictwa Agora, na którym znajduje się kilkadziesiąt wcześniej niewydanych nagrań audio i video.
„L” to retrospekcja będąca wyborem najbardziej, mniej i najmniej znanych utworów, z tymi wcale nieznanymi - w tle. Tytuł (pięćdziesiąt w rzymskim zapisie) jest odniesieniem do pięćdziesiątych urodzin artysty. Redaktorem albumu jest Wiktor Czajkowski.
Album składa się z dwóch płyt CD z wcześniej niepublikowanym materiałem oraz DVD z największymi przebojami artysty w wersjach live, a także teledyskami i utworami z repertuaru innych artystów.
Wszystkie nagrania pochodzą z lat 1984–2017, czyli od momentu zwycięstwa Grzegorza Turnaua na XX Studenckim Festiwalu Piosenki w Krakowie do ostatnich rejestracji, jak choćby „Kolęda dla tęczowego Boga” (nagrana wraz z Magdą Umer).
Autorami wierszy są m.in.: Wisława Szymborska, James Joyce, Jeremi Przybora, Józef Czechowicz, Stanisław Ignacy Witkiewicz, Kazimierz Przerwa-Tetmajer, Julian Tuwim, Leopold Staff, Jan Rostworowski, Stanisław Jerzy Lec, Wiesław Dymny, Leszek Aleksander Moczulski i Michał Zabłocki.

## Lista utworów
Źródło

### CD 1
1. Koszula - 2:23
2. Ludzka tęsknota - 0:47
3. Pytasz - 1:23
4. Piosenka dla zmarłej - 1:45
5. Nadzieja - 4:03
6. Zakochani - 1:54
7. Zazdrość - 2:26
8. Zbyt piękna noc - 3:15
9. Małe kina - 3:05
10. Na dnie szklenicy - 3:05
11. Nad kanałem Dunaju - 3:47
12. Planeta Kraków - 4:32
13. Na motyw Heinego - 2:16
14. Aria Kettlera - 3:50
15. Chciałem napisać piosenkę - 4:56
16. Wciąż sercem, duchem - 3:04
17. To jest możliwe tylko tutaj - 2:53
18. Naszyjnik - 2:55

### CD 2
1. Jesienią - 2:44
2. Chińska dziewczyna - 2:05
3. Noc / Hymn wieczorów miejskich - 5:28
4. Biały jeleń - 3:33
5. Jesteś w stronie nieznanej - 3:13
6. Muzyka kameralna - 5:59
7. Odjeżdżamy - 1:43
8. Obszarem nocy - 2:36
9. Piosenka do oglądania pod światło - 3:45
10. Boskie ciało w Boże Ciało - 2:02
11. Będę miał dwa różne zdania - 2:33
12. Ciesz się, że żyjesz - 3:01
13. Nie zabijaj na ekranie - 2:14
14. Wysoki sądzie - 2:08
15. I chęci, i woli - 2:17
16. Walc zimowy - 3:26
17. W tej kolędzie - 2:14
18. Kolęda dla tęczowego Boga - 3:32

## Muzycy
Na podstawie informacji zawartych w książeczce dołączonej do płyty.

### Wokaliści
- Grzegorz Turnau – wokal
- Andrzej Sikorowski – wokal
- Dorota Miśkiewicz – wokal
- Zbigniew Wodecki – wokal
- Jacek Wójcicki – wokal
- Magda Umer – wokal

### Instrumentaliści
- Grzegorz Turnau – fortepian, instrumenty klawiszowe, akordeon:
- Maryna Barfuss – flet
- Sławomir Berny – perkusja
- Stefan Błaszczyński – flet
- Krzysztof Cudzich – kontrabas
- Małgorzata Górnisiewicz – skrzypce
- Robert Hobrzyk – gitara
- Halina Jarczyk – skrzypce
- Mateusz Jędrysek – skrzypce
- Michał Jurkiewicz – altówka, akordeon
- Piotr Karaś – wiolonczela
- Estera Kawula – flet
- Cezary Kondrad – perkusja
- Jacek Królik – gitary
- Robert Kubiszyn – kontrabas, gitara basowa
- Robert Majewski – trąbka, fluegelhorn
- Adam Moszumański – gitara basowa, wiolonczela
- Leszek Możdżer – fortepian
- Łukasz Nowak – waltornia
- Robert Obcowski – elektroniczne instrumenty klawiszowe
- Mariusz Pędziałek – obój, rożek angielski
- Mirosław Płoski – waltornia
- Michał Półtorak – skrzypce
- Andrzej Sikorowski – gitara, mandolina
- Leszek Szczerba – saksofony, klarnet
- Jerzy Wysocki – gitara

### Zespoły
- Chór Chłopięcy Filharmonii Krakowskiej pod dyr. Lidii Matynian
- Orkiestra Filharmonii Śląskiej pod dyr. Mirosława Jacka Błaszczyka
- Orkiestra Sinfonietta Cracovia pod dyr. Michała Nesterowicza
- Krakowska Młoda Filharmonia
- Kwartet Smyczkowy pod dyr. Haliny Jarczyk
- Polska Orkiestra Radiowa
- Orkiestra Zbigniewa Górnego
- Zespół Voo Voo
- Kapela Bardów